# Lia Koenig

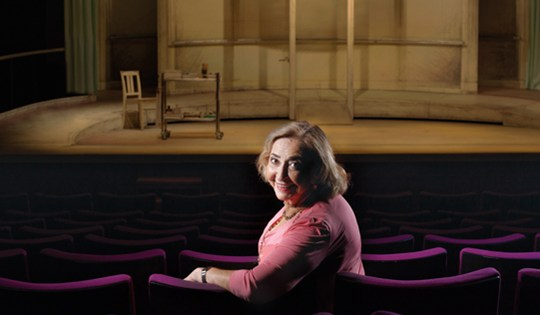
Lia Koenig

Lia Koenig, auch Leah Koenig, (hebräisch ליא קניג; * 30. November 1929 in Łódź, Polen) ist eine israelische Schauspielerin.

## Leben

### Familie und Kindheit
Lia Koenig stammt aus einer Schauspielerfamilie. Ihre Eltern waren hochgeschätzte, anerkannte Schauspieler. Ihr Vater Joseph Kamien (1900–1942) gehörte zu den Gründern der Wilnaer Truppe, einer herausragenden jiddischen Theaterkompagnie, die zu Beginn des 20. Jahrhunderts das Jiddische Theater  entscheidend beeinflusste, modernisierte und zu neuen künstlerischen Wege führte. Ihre Mutter Dinah Koenig (1907–1964), trat als Schauspielerin in verschiedenen Genres des Jiddischen Theaters auf; sie spielte ein breites Repertoire, das vom Jiddischen Volkstheater (Yiddish „Shund“ Theatre) bis zu den Klassikern der Theaterliteratur reichte.
Während des Zweiten Weltkriegs floh Koenig mit ihren Eltern aus der Sowjetunion; ihre Eltern traten in der Folge kurzzeitig in Taschkent auf. Nach Kamiens Tod heiratete ihre Mutter den Jüdischen Schauspieler Isaac Chavis (1911–1991). Nach dem Ende des Zweiten Weltkriegs übersiedelte Koenig mit ihrer Mutter und ihrem Stiefvater nach Rumänien, wo sich die Familie in Bukarest niederließ. Ihre Mutter Dina Koenig erhielt ein Engagement am Jüdischen Staatstheater in Bukarest.

### Ausbildung und Karriere in Rumänien
Im Alter von 17 Jahren begann Koenig, auf Anraten des Schauspielers, Schriftstellers und Bühnenautors Zevi Stolper (1922–1998) ihre Schauspielausbildung. Stolper erkannte ihr Talent und förderte ihre schauspielerische Karriere. Sie absolvierte eine zweijährige Schauspielausbildung am Jüdischen Staatstheater Bukarest, wo sie hauptsächlich nach der Stanislawski-Schauspielmethode unterrichtet wurde. Ihre ersten großen Rollen spielte sie am Jüdischen Staatstheater Bukarest. Hierzu gehörten Toinette in Der eingebildete Kranke, Havah in Tewje, der Milchmann von Scholem Alejchem und Katarina in Alexander Ostrovskis Theaterstück Gewitter. 1957 spielte sie die Titelrolle in einer Bühnenfassung des Tagebuchs der Anne Frank. Ihre Darstellung galt als herausragend, da es ihr als bereits erwachsene Frau gelang, die damals 13-jährige Anne Frank überzeugend darzustellen. Für ihre Darstellung erhielt sie einen Preis des Rumänischen Kulturministeriums.

### Karriere in Israel
1961 ging Koenig gemeinsam mit ihrem Ehemann Zevi Stolper nach Israel. Sie erhielt zahlreiche Rollenangebote für Jiddisches Theater in Israel, die sie jedoch zunächst ablehnte. Sie lernte nach ihrer Ankunft in Israel in vier Monaten Hebräisch, erhielt ein Engagement am Habima National Theatre, dem Nationaltheater Israels. Ihre erste Rolle auf Hebräisch war Eva in Bertolt Brechts Theaterstück Herr Puntila und sein Knecht Matti (1962). Kurz darauf spielte sie die Eve in Aharon Meggeds Stück Genesis (1962): hierfür erhielt sie den Joseph-Klausner-Preis.
Koenig gehörte über 40 Jahre ohne Unterbrechung zum Ensemble des Habimah-Theaters. Koenig galt als „virtuose Schauspielerin mit einer charismatischen Bühnenpräsenz.“ Ihr Repertoire reichte vom Kabarett bis zur Darstellung realistischer Figuren. Sie stellte eine Vielzahl von Charakteren dar. Sie erhielt in der Folgezeit häufig allerdings nur kleinere Rollen in teilweise wenig bedeutenden Stücken, da sie sich den Stereotypen der Theaterbesetzung weitgehend entzog.
In 1970er Jahren übernahm Koenig, unter der Intendanz des Regisseurs David Levin, zahlreiche Rollen reifer Frauen. Sie spielte die Alte in Eugène Ionescos Theaterstück Die Stühle (1970); 1975 folgte die Titelrolle in Brechts Mutter Courage und ihre Kinder. Weitere Hauptrollen hatte sie als Naomi in Kaddish von Allen Ginsberg (1976), als Tsirel Horwitz in Eine einfache Geschichte nach Motiven von Samuel Agnon (1979) und als die Ladenbesitzerin Leitche in Hillel Mittelpunkts Theaterstück Makolet (englisch: The Shop; 1982). In den 1980er Jahren wurde sie mit ihren Altersrollen die „First Lady“ des israelischen Theaters. Die Darstellung älterer charismatischer Frauengestalten machte sie landesweit in Israel bekannt. Sie spielte u. a. Mahlah in Jacob Gordins Theaterstück Mirele Efros (1987), in dem sie zwei verschiedene Rollen verkörperte, Ljubow Andrejewna Ranjewskaja in Der Kirschgarten (1988), Levivah Popoch in Hanoch Levins Stück The Labor of Life (1989), Claire Zachanassian in Der Besuch der alten Dame (1994) und die alte Frau in Drei große Frauen von Edward Albee (1997). Außerdem trat sie in dem Monodrama Stars with No Heaven ihres Ehemanns Zevi Stolper, das auf jiddischen Theaterstücken basiert, auf.
Koenig wurde parallel zu ihrer Karriere am Habima National Theatre einer der führenden Schauspielerinnen des Jiddischen Theaters in Israel. Ihr Ehemann Zevi Stolper übersetzte und adaptierte dabei häufig Stücke für Koenig, die er auf ihre schauspielerischen Fähigkeiten zuschnitt. In den 1960er Jahren gingen Koenig und Stolper mit jiddischen Theaterstücken auf Tournee. In den Jahren 1968–69 traten beide gemeinsam in Südamerika auf.
1999 schrieb der Dramatiker Hillel Mittelpunkt speziell für Lia Koenig die Rolle der Marga Weisberg in seinem Theaterstück The Tourist’s Guide to Warsaw. Koenig spielte die Rolle 1999 in der Uraufführung am Habima-Theater. Im Juni 2013 übernahm Koenig diese Rolle noch einmal am Yiddishpiel Theatre in Tel Aviv.
Im September 2014 trat Koenig im Alter von 85 Jahren im Theater De Doelenzaal in Amsterdam auf. Sie interpretierte, in Jiddisch und Hebräisch, Höhepunkte ihrer Bühnenkarriere und sang mit Klavierbegleitung.

### Film und Fernsehen
Koenig spielte seit den 1970er Jahren verschiedene Rollen im israelischen Kino und im Fernsehen. Schwerpunkt ihres künstlerischen Wirkens war jedoch stets ihre Theaterarbeit. In dem Kinofilm Küsse, Kätzchen und Kamele (1971) war der Schauspieler und Musicaldarsteller Shmuel Rodensky ihr Partner.  2013 war Lia Koenig in dem Kinofilm Hannas Reise, einer in Israel gedrehten deutsch-israelischen Koproduktion zu sehen. Sie verkörperte die jüdische Holocaust-Überlebende Gertraud Nussbaum. Die Rolle war Koenigs internationales Kinodebüt.

### Auszeichnungen
Koenig wurde im Verlauf ihrer Karriere als Schauspielerin mehrfach ausgezeichnet. 1986 erhielt sie den Israel-Preis für ihre hervorragenden Leistungen als Schauspielerin. 1999 erhielt sie den Israelischen Theaterpreis für ihr Lebenswerk (The Theatre Lifetime Achievement Award). Sie erhielt weiters den Rosenblum Actor’s Award (1997), den Moshe Halevi Theatre Prize, den Kinor David Prize und Theaterpreise der Stadt Tel Aviv für ihre Rollen in Die Stühle (1970) und Mutter Courage  (1975). 2008 erhielt sie die Ehrendoktorwürde der Tel Aviv University. 2012 erhielt den Emet Prize for Art, Science and Culture in der Kategorie „Schauspiel“.

### Privates
1950 heiratete sie in Bukarest ihren Mentor, den Schauspieler, Regisseur und Autor Zevi Stolper. Die Ehe dauerte fast 50 Jahre an; sie blieb kinderlos. Stolper starb 1998.

## Filmografie
- 1970: Lupo (Kinofilm, Israel)
- 1971: Küsse, Kätzchen und Kamele (Kinofilm, Israel)
- 1971: Hedva Ve'Shlomik (Fernsehserie, Israel)
- 1980: Al Tishali Im Ani Ohev (Kinofilm, Israel)
- 1995: Zihron Devarim (Kinofilm, Israel)
- 1999: Kadosh (Kinofilm, Israel)
- 2000–2004: Shemesh (Fernsehserie, Israel)
- 2007: Melech Shel Kabzanim (Kinofilm, Israel)
- 2011: Yom Nifla (Kurzfilm, Israel)
- 2013: Hannas Reise (Kinofilm, Deutschland/Israel)